# マイケル・ラドフォード
マイケル・ラドフォード（Michael Radford, 1946年2月24日 - ）はイギリスの映画監督・脚本家。

## 略歴
インドのデリーで、イギリス人の父親とオーストリア人の母親の間に生まれる。
オックスフォードで学んだ後に教師になるが、数年後にナショナル・フィルム・スクールに入学。1976年から1982年までBBCでドキュメンタリー・フィルムを制作。1983年にはじめての劇映画を監督。1994年の『イル・ポスティーノ』では、イタリアを舞台として高い評価を得て、アカデミー賞に複数部門でノミネートされた。
2000年にはロンドのウエスト・エンドで『7年目の浮気』の舞台も手がけた。

## 主な監督作品
- 1984 Nineteen Eighty-Four (1984)
- 白い炎の女 White Mischief (1987)
- イル・ポスティーノ Il Postino (1994)
- Bモンキー B.Monkey (1998)
- ブルー・イグアナの夜 Dancing at the Blue Iguana (2000)
- 10ミニッツ・オールダー イデアの森 (2002)
- ヴェニスの商人 The Merchant of Venice (2004)
- La Mula (2009)
- 情熱のピアニズム Michel Petrucciani: Body & Soul (2011)
- トレヴィの泉で二度目の恋を Elsa & Fred (2014)